# Jamshedpur
Jamshedpur ([hindi : जमशेदपुर, ourdou : جمشید پور) est la ville la plus importante de l'État du Jharkhand en Inde. Jamshedpur est la seule ville en Inde sans municipalité. Sa gestion est entièrement assurée par Tata Steel.

## Géographie
Jamshedpur est située sur un plateau entouré de collines dans la région de Chota Nâgpur.
Elle est bordée par les rivières Subarnarekha, au nord, et Kharkai, à l'ouest.

## Économie
Surnommée « Steel City » (« Ville de l'acier ») ou « TataNagar » (« Ville de Tata »), Jamshedpur est un important centre industriel et sidérurgique de l'est de l'Inde. Les environs de la ville sont riches en minerai de fer, charbon, manganèse, bauxite et chaux.
De nombreuses compagnies y ont leur siège comme Tata Steel, Tata Motors, Tata Power, Lafarge, Telcon, BOC Gaz, Praxair, TCS, Tinplate.
Jamshedpur a été déclarée la septième ville la plus propre de l'Inde pour l'année 2010 selon une enquête réalisée par le gouvernement indien, et en 2007, la septième ville la plus riche de l'Inde. Le sondage a été effectué sur la base du pourcentage de la population dont le revenu annuel est supérieur à 1 million de roupies. Il a été prévu qu'elle serait la 84e ville dont la croissance serait la plus rapide du monde pour la période 2006-2020.
Elle est également la seule ville de l'ensemble de l'Asie du Sud-Est à avoir été sélectionnée pour participer au Global Compact Cities Pilot Programme mis en place par l'Organisation des Nations unies.

## Histoire
Au tournant du XXe siècle, Jamshedji Nasarwanji Tata se rendit à Pittsburgh et demanda au géologue Charles Page Perin de l'aider à trouver un site riche en fer, charbon, calcaire et eau afin d'y construire la première aciérie de l'Inde.
Les recherches commencèrent dans l'État du Madhya Pradesh. Durant trois années, des prospecteurs explorèrent de vastes étendues de terres inhospitalières jusqu'à ce qu'ils découvrent un village du nom de Sakchi situé au confluent de deux rivières sur un plateau boisé du Chota Nâgpur. Le site, qui semblait idéal, fut choisi.
Le travail de développement fut entrepris par Durrell & Co, une entreprise de génie civil dirigée par Lawrence Durrell Samuel, le père du naturaliste Gerald Durrell et du romancier Lawrence Durrell. En 1920, à la demande de la famille Tata, Durrell construisit une manufacture de fer-blanc, une fabrique de briques, un immeuble de bureaux, un hôpital et 400 logements pour les travailleurs.
Jamshedji Nasarwanji Tata avait une idée très précise de la ville qu'il voulait créer et avait tout planifié. Il souhaitait que les logements des ouvriers offrent tout le confort et les commodités qu'on trouve dans une ville. Il voulait que les rues soient larges et ombragées, qu'il y ait des espaces verts, des lieux destinés aux loisirs et à la pratique de sports et que soient édifiés des temples hindous, des mosquées et des églises.
Aujourd'hui encore, la ville témoigne du projet visionnaire de Jamshedji Nasarwanji Tata.
Seule ville indienne sans municipalité, la gestion de Jamshedpur est entièrement assurée par Tata Steel.
À la fin des années 1980, lorsque le gouvernement de l'État a proposé une loi pour mettre fin à l'administration de la ville par Tata Stee la population locale a protesté et le gouvernement a dû abandonner son projet. En 2005, une proposition similaire a été renouvelée. Cette fois-ci les politiciens ont été soutenus par une partie importante de la population, mais pas suffisamment pour atteindre leur objectif. À ce jour, Jamshedpur est toujours une ville sans municipalité.

## Personnalités liées à la ville
- Priyanka Chopra (1982), actrice et Miss Monde 2000, y est née
- Imtiaz Ali (1971), réalisateur, y est né
- Shweta Basu Prasad (1991), actrice, y est née
- Pratyusha Banerjee (1991-2016), actrice, y est née
- Gerald Durrell (1925-1995), naturaliste et écrivain britannique, y est né
- Madhavan (1970), acteur et producteur de jeux télévisés, y est né
- Christian Zacharias (1950), pianiste et chef d'orchestre, y est né
- Miniya Chatterji, universitaire indienne, y est née.